# Ленский, Александр Степанович
Алекса́ндр Степа́нович Ле́нский (12 [25] марта 1910, с. Нечаевка, Пензенская губерния — 7 октября 1978, Москва) — российский и таджикский композитор, дирижёр и педагог. Заслуженный деятель искусств Таджикской ССР (1945).

## Биография
С детских лет обучался игре на фортепиано и пел в хоре. В 1931 году окончил Ростовский музыкальный техникум у Николая Хейфеца (композиция) и у А. Тушканова (хоровое дирижирование). В 1931—1932 годах — дирижёр и композитор ТРАМа, заведующий учебной частью музыкальной школы в Таганроге. В 1932—1937 годах, параллельно учёбе, руководил коллективом художественной самодеятельности в Москве. В 1937 году окончил Московскую консерваторию у Генриха Литинского (композиция) и у Георгия Дмитревского (хоровое дирижирование). В 1937—1941 годах — заведующий музыкальной частью Театра имени Лахути, одновременно в 1938—1941 годах — художественный руководитель Таджикского оркестра народных инструментов, а в 1942—1946 — художественный руководитель филармонии. В 1937—1946 годах — преподаватель студии композиторов при Союзе композиторов Таджикской ССР, а в 1946—1955 годы — в музыкальном училище в Сталинабаде. В 1942—1955 годах — председатель правления Союза композиторов Таджикской ССР. С 1955 года жил в Москве. В 1955—1970 годах (с перерывом в 1956—1968 годах) — преподаватель Института имени Гнесиных, а в 1966—1974 годах — в Московском институте культуры, где в 1967 году становится доцентом. Писал песни, музыку к спектаклям и фильмам; обрабатывал русские, украинские, белорусские, таджикские и калмыцкие народные мелодии. Член КПСС с 1963 года.

## Сочинения
- «Таджикская сюита» (1937)
- «Кантата о Сталинабаде» (1940)
- балет «Две розы»[2] («Ду гул») (1941, Сталинабад)
- сюита «Дружба народов» (1942)
- струнный квартет «Таджикский» (1943, 2-я редакция 1974)
- опера «Тахир и Зухра» («Тоҳир ва Зўҳро») (1944, 2-я редакция 1958, Сталинабад)
- кантата «Победа» (на стихи Мирсаида Миршакара, 1945)
- опера «Невеста» («Арўс») (1946, Сталинабад)
- симфония № 1 (1947)
- симфония № 2 (1948)
- кантата «Слава партии» (на стихи Мирзо Турсун-Заде, 1948)
- кантата «Слава Родине мира» (на стихи Марианны Фофановой, 1952)
- «Таджикское каприччио» (1953)
- балет «Дильбар» (1954, 2-я редакция 1956, Сталинабад)
- «Праздничная увертюра» для оркестра русских народных инструментов (1957)
- 2 фугетты для баяна (1959)
- прелюдия для баяна (1959)
- этюд для баяна (1959)
- танец для баяна (1959)
- 2 канона для баяна (1959)
- опера «Донецкая быль» (1960, Сталино)
- «Кантата о Ленине» (на стихи советских поэтов, 1961)
- кантата «Пионерия» (на стихи Леонида Дербенева, 1962)
- две прелюдии и фуги на таджикские темы для фортепиано (1962)
- концерт-фантазия на таджикские темы для виолончели с оpкестром (1962, 2-я редакция 1976)
- опера «Хосият» (1964, Душанбе)
- «Таджикские эскизы» для оркестра таджикских народных инструментов (1964)
- детская опера «Лесная сказка» (1965)
- «Таджикский кюй» для оркестра таджикских народных инструментов (1967)
- опера «Яков Шибалок» (по Михаилу Шолохову, 1968, Саратов)
- Казачий пояс для духового оркестра (1971)
- «Казахская баллада» для духового оркестра (1971)
- «Поэма» для духового оркестра (1971)
- «Таджикский марш» для духового оркестра (1974)
- танец для духового оркестра (1974)

## Литературные сочинения
- Музыка таджиков. — Ташкент; Сталинабад, 1941. (составитель с Н. М. Зубковым)
- Памирские мелодии. — М., 1940.
- Музыкальная культура Таджикистана // Таджикская ССР. — М., 1955, 2-е изд. 1957.
- Пособие по хоровой аранжировке. — М., 1973.

## Награды
- 1941 — Орден «Знак Почёта»[3]
- 1945 — Заслуженный деятель искусств Таджикской ССР
- 1957 — Орден Трудового Красного Знамени[4]